# Sundrome
Le Sundrome, qui sera par la suite appelé TWA Domestic Terinal ou même Terminal 6, était l'un des terminaux de l'aéroport John F. Kennedy de New York. Il a été conçu par IM Pei & Partners (aujourd'hui appelé Pei Cobb Freed & Partners). Il ouvre en 1969 et est initialement utilisé par National Airlines et par la suite par Trans World Airlines (vols intérieurs), Pan American World Airways, United Airlines (vols transcontinentaux SFO et LAX), ATA Airlines, Pan American Airways, Carnival Airlines, Vanguard Airlines et America West Airlines. Il a été, de 1998 à octobre 2008 occupé par JetBlue, vacant par la suite, il est démoli en 2011.